# Leandre de Milet
Leandre de Milet (en llatí Leander o Leandrius, en grec antic Λέανσδρος o Λεάνδριος) fou un historiador grec.
Sembla que va escriure una història de la seva ciutat natal, Milet, de la qual es conserven alguns fragments, que no permeten determinar l'època en què va viure (però seria anterior a l'olimpíada 155, per unes inscripcions que el citen). L'esmenten entre d'altres Diògenes Laerci, Climent d'Alexandria i Estrabó.